# Bâlteni
Bâlteni est une commune roumaine située dans le județ de Gorj.